# Cryptotis peruviensis
Cryptotis peruviensis е вид бозайник от семейство Земеровкови (Soricidae).

## Разпространение
Видът е разпространен в Перу.